# Klier (cartoonist)
Klier is het pseudoniem van Kurt Valkeneers (Hamont, 30 september 1966), een Belgisch Limburgse cartoonist.
Klier is sinds 2003 een huiscartoonist voor de Vlaamse kranten Het Belang van Limburg en Gazet van Antwerpen. Hij tekent ook de gagstrip "Café du Commerce" en werkt(e) verder voor de ondernemersorganisatie Unizo en de stad Genk.
Hij won in 2007 de publieksprijs van Press Cartoon Belgium.